# Вооружённые силы Турции

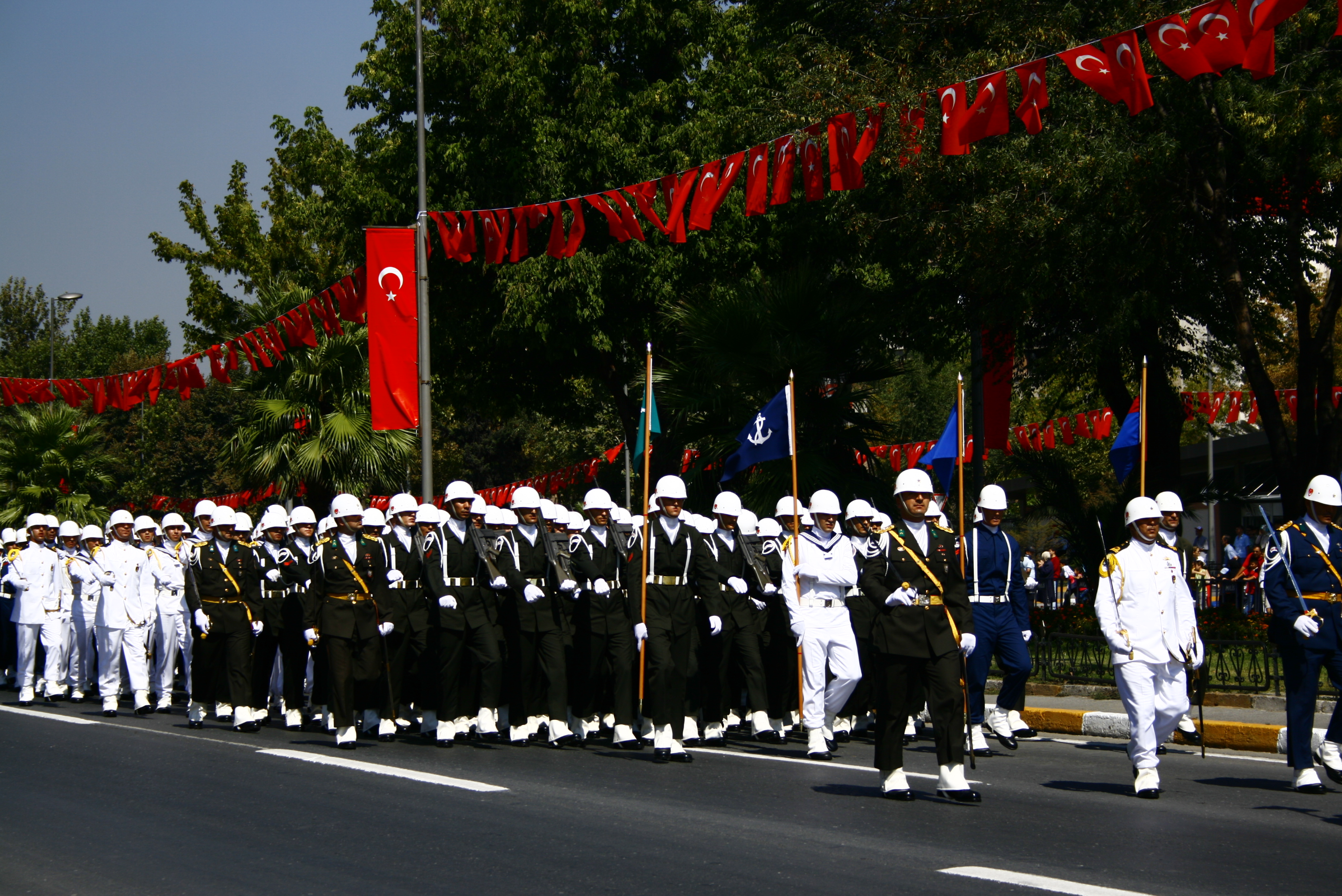
Парад на День Победы — Zafer Bayramı (30 августа)

Вооружённые силы Турции (тур. Türk Silahlı Kuvvetleri) — совокупность войск и сил Турции, предназначенных для защиты свободы, независимости и территориальной целостности государства.
Состоят из органов военного управления, сухопутных войск, военно-морских сил, военно-воздушных сил, жандармерии и береговой охраны. Организационно входят в состав двух министерств — Министерства обороны и Министерства внутренних дел. Сухопутные войска Турции считаются вторыми по силе в блоке НАТО, после сухопутных войск США. 
На 2022 год численность личного боевого состава ВС Турции, не считая резервистов, составляет 355 200 человек. Численность резерва 378.700 человек. В рядах сухопутных войск, военно-морских и военно-воздушных сил Турции служило на 2017 год — 24 705 старших и младших офицеров, 62 781 прапорщиков, 47 167 сержантов и 16 018 рядовых (2017).
ВС Турции комплектуются по призыву, призывной возраст 20—41 год, срок обязательной военной службы составляет от 6 до 12 месяцев. По увольнении из армии гражданин считается военнообязанным и состоит в запасе до возраста 45 лет. В военное время, в соответствии с законом, в армию могут быть призваны мужчины в возрасте от 16 до 60 лет и женщины от 20 до 46 лет, способные носить оружие. Высшим органом оперативного руководства вооружёнными силами является Генеральный штаб, руководит которым главнокомандующий вооружёнными силами. Он назначается президентом по рекомендации Совета министров. Ему подчинены главнокомандующие видами вооружённых сил: сухопутными войсками (СВ), военно-воздушными силами (ВВС), военно-морскими силами (ВМС), жандармерии (численность до 1150 тыс. человек) и береговой охраны (БОХР). Согласно турецкой табели о рангах, начальник Генштаба занимает четвёртую строчку после президента, председателя парламента и премьер-министра.

## Бюджет
Оборонный бюджет (военные расходы) Турецкой Республики по данным аналитического портала "take profit" в 2021 году составил 15,4млрд долларов США при ВВП в 819 млрд долларов США — что около 1,9% 
Согласно бюджетным документам, расходы Турции на оборону в период 2023-2025 гг. резко возрастут и составят около 2% ВВП.
Как сообщает газета Daily Sabah, проект бюджета на 2023 ф.г. предусматривает расходы на оборону в размере 1,74% ВВП (ожидается, что эта цифра в реальном выражении в итоге снизится до 1,63% ВВП в связи с высоким уровнем инфляции), а затем оборонный бюджет выйдет на уровень 2% ВВП в течение двухлетнего периода (2024-2025 гг.) 

## История
На 1938 год Турецкие ВС состояли из:
- органов военного управления;
- Сухопутных войск: 20 000 офицеров и 174 000 солдат, из которых было укомплектовано 20 пехотных дивизий, три горнострелковых бригады, одна крепостная бригада и 5 кавалерийских дивизий (включая две запасные) — всего 132 полка (60 пехотных, 6 горнострелковых, 21 кавалерийский, 8 кавалерийских запасных, 20 полков полевой артиллерии, 10 тяжёлой и 7 крепостной). Военная служба по призыву продолжалась 3 года. Административно турецкая территория была разделена на 3 инспектората, 9 корпусов, и одно военное губернаторство. В начале 1941 года были созданы 17 корпусных управлений, 43 дивизии и три отдельных пехотных бригады, две кавалерийских дивизии и одна отдельная кавалерийская бригада, а также две механизированных дивизии;
- Морского флота, в составе одного линейного крейсера, 2 лёгких крейсеров, 2 торпедных катеров, 4 эсминцев, 5 подводных лодок (из них одна была передана Германией в 1939 году), 19 морских транспортов (включая 1 вооружённый пароход) и 4 вспомогательных судов. Корабли большей частью были устаревшими. Кроме того, согласно программе модернизации, начатой непосредственно перед Второй мировой войной ещё 2 подводные лодки были заказаны в Германии, а 4 эсминца — в США. Вспомогательные корабли и катера строились на отечественных заводах. Личный состав насчитывал 9200 человек. К 1945 году флот состоял из 1 линейного крейсера, 2 лёгких крейсеров, 2 канонерок, 3 тральщиков, 8 эсминцев, 12 подводных лодок, 3 торпедных катеров, 5 минозаградителей;
- Военно-воздушных сил, в составе 4 авиаполков (по 6 эскадрилий по 15 самолётов в каждой) и имел на вооружении 370 самолётов. Личный состав насчитывал 8 500 человек. В 1941 году благодаря британо-французским поставкам, был сформирован ещё один авиаполк и 5 отдельных эскадрилий. К 1945 году были сформированы две авиадивизии, в которых всего было 15 эскадрилий (авиакрыльев).

## Система комплектования
Служба в турецкой армии и система её комплектования определены законом о всеобщей воинской повинности. Служба в армии является обязательной для всех граждан мужского пола в возрасте от 20 до 41 года, у которых нет медицинских противопоказаний. Срок службы во всех видах ВС составляет 12 месяцев. Гражданин Турции может быть освобождён от призыва на службу после внесения в бюджет страны суммы в размере 16-17 тысяч турецких лир. Учёт военнообязанных, их призыв на службу и мобилизационные мероприятия находятся в ведении военно-мобилизационных отделов. Численность призывного контингента составляет около 700 079 ежегодно.
Рядовые и сержанты срочной службы зачисляются в три категории резерва:
- 1-я категория, куда на один год определяется личный состав после увольнения в запас. Резервисты данной категории именуются специальным призывом
- 2-я категория (резервисты в возрасте до 41 года)
- 3-я категория (резервисты в возрасте до 60 лет).

При объявлении мобилизации резерв направляется на доукомплектование действующих и формирование новых частей и соединений.

### Система комплектования и прохождения службы
Порядок прохождения службы в вооружённых силах Турции и система их комплектования определяются законом о всеобщей воинской повинности. В соответствии с ним служба в вооружённых силах является обязательной для всех граждан мужского пола в возрасте от 20, годных по состоянию здоровья к военной службе.
Призывной возраст – 20 лет. Срок военной службы по призыву во всех видах вооружённых сил составляет 12 месяцев. В военное время или в чрезвычайных условиях (в соответствии с законом № 4654 от 7 августа 2017 г.) в вооружённые силы, а также в отряды и формирования гражданской обороны могут быть призваны мужчины в возрасте от 16 до 60 лет и женщины от 20 до 46 лет, годные к военной службе.
Гражданин Турции может быть освобождён от службы после внесения в госбюджет денежной суммы в размере 16-17 тыс. турецких лир (около 1 тыс. долларов). Учёт и призыв военнообязанных на действительную военную службу, а также проведение мобилизационных мероприятий - это функции военно-мобилизационных управлений (свыше 20) и военно-мобилизационных отделов.
Ежегодно численность призывного контингента составляет около 300 тыс. человек. Остальные после 5-недельной начальной военной подготовки имеют возможность откупиться от службы. Рядовые и сержанты срочной службы после увольнения в запас в течение года находятся в резерве 1-й очереди, который именуется «специальным призывом», затем переводятся в резерв 2-й (до 41 года) и 3-й (до 60 лет) очереди. Контингент «специального призыва» и резервисты последующих очередей при объявлении мобилизации направляются для доукомплектовывания имеющихся, а также для формирования новых соединений и частей.
Общий размер откупа составляет 350-650 млн турецких лир, что способствует поступлению ежегодно в бюджет министерства национальной обороны 25-30 млн американских долларов. Кроме этого, непризванные могут направляться для работы на государственные предприятия, а также предприятия оборонного комплекса.
Общий срок службы делится на действительную военную службу и нахождение в запасе. Продолжительность общего срока службы составляет 21 год. Контингент специального призыва и резервисты последующих очередей (второй и третьей) при объявлении мобилизации используются для доукомплектования имеющихся и формирования новых соединений и частей.
Военнообязанные, состоящие в запасе, регулярно проходят переподготовку на сборах резервистов (30-45 суток в год) во время ежегодных мобилизационных учений. Всего ежегодно на сборы по переподготовке и на учения призывается около 250 тыс. человек.

### Система подготовки и прохождения службы унтер-офицерским составом
Унтер-офицерский состав подразделяется на две категории: унтер-офицеров срочной службы и унтер-офицеров сверхсрочной службы.
Унтер-офицерский состав срочной службы – комплектуется из числа наиболее грамотных солдат, прошедших краткосрочную подготовку (4-6 месяцев) на унтер-офицерских курсах при соединениях и частях. Успешно окончившим курсы присваивается звание сержант (чавуш), срок действительной военной службы для них продлевается на шесть месяцев. По истечении срока службы унтер-офицеры увольняются в запас или по собственному желанию остаются на сверхсрочную службу.
Унтер-офицерский состав сверхсрочной службы – основная опора офицеров в частях и подразделениях. Он комплектуется, готовится и проходит службу на основании закона «О личном составе ВС Турции» № 926, принятого Меджлисом 27.7.1967 г., а также законов № 1424 от . и № 2642 от марта . Кандидаты в унтер-офицеры отбираются на добровольных началах из числа наиболее грамотных (имеющих среднее образование) солдат и матросов, проходящих действительную военную службу, а также выпускников подготовительных унтер-офицерских школ, в которые принимаются юноши 14-16 лет, имеющие восемь классов образования. Срок обучения в школах – три года. Затем выпускники направляются в унтер-офицерские школы, находящиеся при военных училищах родов войск и служб. Срок обучения в них составляет два–три года. Минимальный срок службы для окончивших унтер-офицерские школы 15 лет. По истечении этого срока они могут увольняться в запас или оставаться в армии. Унтер-офицерам, уволенным в запас, сохраняется воинское звание. Срок пребывания в запасе – до 55 лет.
Офицерский состав подразделяется на кадровый состав, офицеров запаса и военных чиновников, находящихся на службе в армии по вольному найму (юристы, счётные работники и т. д.). Военные чиновники подразделяются на восемь разрядов. Подготовка и прохождение службы офицерским составом осуществляется на основании ряда законов (от 1967, 1973, 1975 и 1983 гг.), в соответствии с которыми они обучаются в военно-учебных заведениях (военные училища, школы), на факультетах университетов и в других высших учебных заведениях, а также путём отбора кандидатов из числа офицеров запаса и унтер-офицеров.
Выпускникам военных училищ, а также лицам, окончившим различные факультеты гражданских высших учебных заведений (за счёт средств министерства национальной обороны), присваивается воинское звание лейтенант, выпускникам школ офицеров запаса – младший лейтенант. Присвоение очередных воинских званий офицерам производится с учётом их перспективы в должности, среднего балла (по пятибалльной системе), выведенного аттестационной комиссией, при условии выслуги в армии срока, установленного законом. Генералы (адмиралы) и офицеры, которым в установленный срок по каким-либо причинам не присваивается очередное воинское звание (при наличии выслуги не менее 25 лет), могут быть уволены в отставку или в запас. Все кадровые офицеры имеют право уходить в отставку не ранее чем через 15 лет со дня присвоения им первичного офицерского звания.
Контингент офицеров запаса создаётся за счёт выпускников школ офицеров запаса, лиц, окончивших гражданские высшие учебные заведения с четырёхгодичным сроком обучения и прошедших кратковременное обучение в военных училищах, а также кадровых офицеров, уволенных в запас.
Офицеры запаса проходят службу в войсках в течение срока действительной военной службы. Время обучения в военных училищах засчитывается в срок действительной службы. Они могут быть переведены в кадровые офицеры после окончания училища офицеров запаса при условии, что их возраст на момент поступления в училище не превышает 30 лет. Офицеры данной категории используются только во вспомогательных родах войск и службах. В мирное время офицеры запаса специальным решением Совета министров могут призываться на сборы, учения и манёвры сроком на 45 суток.

## Военное образование
Основные военно-учебные заведения
Высшие военно-учебные заведения
Академия национальной безопасности (Стамбул) (решением от 31 июля 2016 года временно закрыта). Готовит руководящий состав для министерства обороны, генерального штаба, военной полиции, национальной разведывательной организации (МИТ), министерства внутренних дел и некоторых других министерств и ведомств.
В академию принимаются офицеры в званиях полковник (капитан 1 ранга) – генерал (адмирал), а также гражданские лица, занимающие ответственные посты в государственном аппарате. Ежегодный выпуск составляет 20-25 человек. Срок обучения – пять месяцев. Решением от 31 июля 2016 года закрыта.
Академия вооружённых сил (Стамбул). Готовит офицеров сухопутных войск, ВВС, ВМС для работы в аппарате министерства обороны, в генеральном штабе, в объединённых штабах НАТО, в штабах звена дивизия – армия. Академия комплектуется выпускниками академий видов вооружённых сил. Ежегодный выпуск – 100-120 человек. Срок обучения – пять месяцев. Решением от 31 июля 2016 года закрыта.
Военные академии сухопутных войск, ВВС и ВМС (Стамбул). Срок обучения в академиях – два года. Общее руководство академиями видов вооружённых сил осуществляет начальник военных академий (армейский генерал), подчиняющийся непосредственно начальнику генерального штаба. В академии принимаются офицеры в званиях старший лейтенант–майор (в ВМС – от старшего лейтенанта до капитана 3 ранга), прослужившие в войсках и на кораблях не менее трёх лет, имеющие положительные характеристики, хорошее здоровье и успешно выдержавшие вступительные экзамены. Ежегодный выпуск академии сухопутных войск – 50-60 человек, академии ВВС – 30-40, академии ВМС – 20-30 человек. Офицеры, окончившие академии, получают право именоваться офицерами генерального штаба. Решением от 31 июля 2016 года - закрыты.
Решением от 31 июля 2016 года на базе закрытых президентским указом военных академий сформирован Университет национальной обороны. Университет функционирует на основе действующего законодательства о высшей школе, а именно, Закона № 2547 «О высшем образовании» и Закона № 2914 «О персонале высших учебных заведений». В состав Университета национальной обороны входят высшие военные училища сухопутных войск, военно-морских сил и военно-воздушных сил, средние военные (специализированные) училища, центры подготовки специалистов для ВС Турции и военные лицеи.
Структура Университета национальной обороны
Ректорат
Управление университета
Деканаты
Общевойсковое офицерское училище (Анкара) – M.S.Ü. KARA HARP ENSTİTÜSÜ.
Военно-морское офицерское училище (Тузла)M.S.Ü. DENİZ HARP ENSTİTÜSÜ
Авиационное офицерское училище (Стамбул) – M.S.Ü. HAVA HARP ENSTİTÜSÜ
Институт стратегических исследований имени Ататюрка – M.S.Ü. ATATÜRK STRATEJİK ARAŞTIRMALAR ENSTİTÜSÜ
Институт военных наук «Алпарслан» – M.S.Ü. ALPARSLAN SAVUNMA BİLİMLERİ ENSTİTÜSÜ
Институт морских и инженерных наук имени Барбароса – M.S.Ü. BARBAROS DENİZ BİLİMLERİ VE MÜHENDİSLİĞİ ENSTÜTÜSÜ
Институт авиационных и космических технологий « Хезарфен» –M.S.Ü. HEZARFEN HAVACILIK VE UZAY TEKNOLOJİLERİ ENSTİTÜSÜ
Общевойсковой институт – M.S.Ü. MÜŞTEREK HARP ENSTİTÜSÜ
Институт национальной обороны и безопасности – M.S.Ü. MİLLİ SAVUNMA VE GÜVENLİK ENSTİTÜSÜ
Институт исследований военной истории «Фатих» – M.S.Ü. FATİH HARP TARİHİ ARAŞTIRMALARI ENSTİTÜSÜ
Высшее училище культ-просветработников  – M.S.Ü. Bando Astsubay Meslek Yüksek Okulu.
Училища, центры и факультеты, осуществлявшие подготовку офицеров и сержантов для жандармских войск и береговой охраны выведены из состава Университета. Этим же решением создана Академия Жандармских войск и Береговой охраны.
Военно-медицинская академия «Гюльхане».
Военное ветеринарное училище
Военное училище радиоэлектроники (Анкара)
Высшие и средние военно-учебные заведения сухопутных войск
Общевойсковое офицерское училище «Кара харп окулу» (Анкара), наряду со средними профессиональными училищами, входит в состав Университета национальной обороны. Готовит офицеров на должности командиров взводов для всех родов сухопутных войск, а также офицеров для жандармских войск, топографической службы, морской пехоты.
Комплектуется преимущественно лицами в возрасте от 17 до 20 лет, окончившими военные лицеи. В Турции имеется шесть военных лицеев: четыре – сухопутных войск (Стамбул, Бурса, Эрзинджан, Кандилли) и по одному – ВВС и ВМС (Измир и о. Хейбелиада соответственно). Военные лицеи являются военизированными средними школами, в которые принимаются юноши в возрасте 14-16 лет, имеющие восьмилетнее образование. Срок обучения – три года. Из гражданских учебных заведений набирается не более 20% курсантов. Срок обучения – четыре года. После окончания училища курсантам присваивается офицерское звание лейтенант. Ежегодный выпуск училища составляет в среднем 1000-1200 офицеров.
После выпуска офицеры, зачисленные в пехоту, направляются в войска на должности командиров взводов; офицеры, зачисленные в другие рода войск, – в училища соответствующих родов войск и служб, где в течение одного года получают специальную подготовку.
Училища родов войск и служб готовят кадровых офицеров, офицеров запаса и унтер-офицеров сверхсрочной службы. Отделения, на которых осуществляется подготовка кадровых офицеров, комплектуются в основном за счёт выпускников общевойскового училища «Кара харп окулу». Срок обучения – один год.
В сухопутных войсках имеются:
пехотное училище (Тузла);
ракетно-артиллерийское училище (Полатлы);
танковое училище (Этимесгут\Анкара) (Zırhlı birlikler okulu);
разведывательно-диверсионное училище (Эгридир) и ряд других училищ родов войск и служб.
Высшее училище специалистов сухопутных войск (Kara Astsubay Meslek Yüksek Okulu).
Общеобразовательные учебные заведения (по типу суворовских военных училищ и кадетских корпусов в России):
Военный лицей «Мельтепе» (решением от 31 июля 2016 года закрыт)
Высшие и средние военно-учебные заведения военно-воздушных сил
Летное офицерское училище «Хава харп окулу» (Стамбул), наряду со средними профессиональными училищами, входит в состав Университета национальной обороны. Является основным учебным заведением по подготовке кадровых офицеров-пилотов. Набор производится в основном из числа выпускников авиационного лицея и гражданских учебных заведений.
В училище осуществляется общеобразовательная, военная и техническая подготовка курсантов по единой программе. Срок обучения – четыре года. По окончании училища курсантам присваивается воинское звание лейтенант.
Ежегодный выпуск училища составляет 200-220 офицеров. Отобранные для летной работы выпускники направляются в учебные эскадрильи, где проходят дальнейшую специализацию в училищах родов войск и служб.
В военно-воздушных силах имеются:
авиационно-техническое училище (Газиэмир);
училище ПВО (Измир);
авиационное училище связи и электроники (Измир) и другие.
Высшее училище авиационных специалистов (Hava Astsubay Meslek Yüksek Okulu) со специализированными курсами подготовки младшего командного состава – специалистов ВВС.
|  | Программирование                                 |
|  | Технологии электронных коммуникаций              |
|  | Электромеханика                                  |
|  | Управление воздушным движением                   |
|  | Инженерно-строительные технологии                |
|  | Автомобильная служба                             |
|  | Авиационные технологии (механика)                |
|  | Авиационные технологии (авионика)                |
|  | Безопасность и защита                            |
|  | Вспомогательная служба и служба расквартирования |
|  | Снабжение и логистика                            |

Авиационно-техническое училище (Hava Teknik Okullar Komutanlığı Sınıf Okulları).
Общеобразовательные учебные заведения (по типу военных училищ с начальной летной подготовкой в России):
Военно-воздушный лицей  (Işıklar Askerî Hava Lisesi)  (решением от 31 июля 2016 года закрыт).
Высшие и средние военно-учебные заведения военно-морских сил
Военно-морское офицерское училище «Дениз харп окулу» (Deniz Harp Okulu) (Тузла), наряду со средними профессиональными училищами, входит в состав Университета национальной обороны. Является основным учебным заведением по подготовке кадровых офицеров для ВМС. Набор в него производится из числа выпускников военно-морского лицея и гражданских средних школ. Срок обучения – четыре года. Курсанты ежегодно совершают плавание на учебном корабле. По окончании училища им присваивается звание лейтенант. Ежегодно выпускается около 120 офицеров. При нём также имеются курсы усовершенствования, на которых ежегодно проходят переподготовку 50-60 офицеров. Кроме того, при общевойсковом училище «Кара харп окулу» имеется отделение по подготовке офицеров морской пехоты, которое ежегодно оканчивают 10-12 человек.
Высшее училище военно-морских специалистов (Deniz Astsubay Meslek Yüksek Okulu) со специализированными курсами подготовки младшего командного состава – специалистов ВМС.
|  | Корабельной и береговой артиллерии       |
|  | Управляемого ракетного оружия            |
|  | Торпедного вооружения                    |
|  | Внутрибазовой службы                     |
|  | Противолодочная оборона                  |
|  | Радиолокационного обеспечения            |
|  | Электромеханической службы               |
|  | Береговая оборона                        |
|  | Электроники                              |
|  | Административной службы                  |
|  | Техническое обслуживание морской авиации |
|  | Морской пехоты                           |
|  | Техническая часть                        |
|  | Силовые установки                        |
|  | Разведка и наблюдение                    |
|  | Радиотехника                             |
|  | Минное вооружение                        |
|  | Морская фортификация                     |
|  | Кадров                                   |

Кроме этого, в ВМС имеется училище офицеров запаса ВМС, которое расположено на острове Хайбелиада. Оно комплектуется в основном выпускниками мореходной школы и технического университета. Училище имеет два отделения – строевое и инженерное. Срок обучения на каждом отделении – один год. После его окончания выпускники в звании младшего лейтенанта проходят годичную стажировку на кораблях и в частях, а затем увольняются в запас.
Для подготовки специалистов ВМС существует разветвлённая сеть учебных центров:
Учебный центр ВМС «Карамюрселбей» (Karamürselbey Eğitim Merkezi).
Учебный центр ВМС «Дериндже» (Derince Eğitim Merkezi).
Учебный центр береговых войск ВМС «Звезды» (Yıldızlar Suüstü Eğitim Merkezi).
Учебный центр подводных сил ВМС (Denizaltı Eğitim Merkezi).
Учебный центр авиационных специалистов ВМС (Deniz Hava Eğitim Merkezi).
Учебный центр водолазных специалистов ВМС (Sualtı Eğitim Merkezi Komutanlığı Merkezi).
Учебный центр артиллерийских специалистов ВМС( Serbest Çıkış Kulesi Eğitim Grup Başkanlığ Merkezi)
Учебный центр ВМС «Саруджапаша» (Sarucapaşa Eğitim Merkezi).
Общеобразовательные учебные заведения (по типу Нахимовских военно-морских училищ в России):
Военно-морской лицей «Хейбелиада» (Heybeliada Deniz Lisesi)  (решением от 31 июля 2016 года закрыт).
Этапы подготовки офицерского состава в ВУЗах ВС Турции
| Виды ВУЗов                                                        | Продолжит. обучения | Источник комплектования |
| Военные лицеи (4 – СВ, ВВС и ВМС по 1)                            | 3 года              | Юноши в возрасте 14–16 лет, имеющие 8–летнее образование                                                                        |
| Военные училища видов ВС (СВ – Анкара, ВВС –Стамбул, ВМС – Тузла) | 4 года              | Выпускники военных лицеев и гражданская молодежь до 20 лет                                                                      |
| Военные училища родов войск и служб                               | 1 – 2 года          | Офицеры, окончившие училища видов вооружённых сил (дополнительная подготовка)                                                   |
| Военные академии видов ВС (Стамбул)                               | 2 года              | Офицеры в званиях ст. лейтенант – майор                                                                                         |
| Академия ВС (Стамбул)                                             | 5 месяцев           | Выпускники академий видов ВС |
| Академия национальной безопасности (Стамбул)                      | 5 месяцев           | Офицеры в звании полковник (к-н 1р.), генерал (адмирал), гражданские, занимающие ответственные посты в государственном аппарате |